# 謝九儀
謝九儀（1501年—1560年），字君賜，號少溪、南阿，山東濟南府章丘縣人，民籍。明朝政治人物。

## 生平
九月初四日生，行三，治《易經》，由縣學生中式嘉靖七年（1528年）戊子科山東鄉試第三十一名舉人，八年中式己丑科會試第二十三名，未殿試，年三十二歲中式嘉靖十一年（1532年）壬辰科第三甲第九十六名進士。觀通政司政，授雄縣知縣，改德清縣，十五年五月选授廣東道試監察御史，次年巡按直隸，十九年巡按江西，二十年八月提督北直隶学校，二十三年正月陞浙江按察司副使，历江西右參政、按察使，復除浙江，陞江西右布政使、河南左布政使，三十二年闰三月升都察院右副都御史、巡撫陝西，三十三年三月升戶部右侍郎，五月改任協理京营戎政兵部右侍郎，三十五年四月轉本部左侍郎，五月改戶部左侍郎，三十六年（1557年）二月以考察自陈乞罢，令改南京别衙门用，遂致仕。

## 家族
曾祖謝嵩；祖謝譽，贈衛經歷；父謝肅智，御□□塩使司副使進階奉議大夫；母李氏（封孺人）。慈侍下。兄九鼎（引禮舍人）；九韶；九叙（貢士），弟九式；九棘。子謝庭㭿。